# Asunta Limpias de Parada
Asunta Limpias de Parada, (Trinidad 11 de enero de 1915 – Cochabamba 27 de octubre de 1995) fue una compositora, escritora y cantante boliviana autora de una amplia y diversa producción musical folklórica.

## Biografía
Nació en Trinidad capital del Departamento del Beni el 11 de abril de 1915. Hija Corina García, maestra de piano, y del escritor y periodista Manuel Limpias Saucedo, fundador del periódico El eco del Beni, editado en Trinidad, y autor de la obra documentada Los Gobernadores de Moxos.  
Realizó los estudios de primaria y secundaria en su ciudad natal. Su madre le enseñó a tocar el piano y a apreciar la música. De su padre recibió el amor a la poesía y a escribir. A los 17 años de edad contrajo matrimonio con Sócrates Parada Suárez, un abogado muy estimado en su medio. 
Formó y dirigió conjuntos de voces y guitarras que alcanzaron un notable éxito, tales como: "Los Carlos", "Los Trinitarios", y en Cochabamba "Los Benianos", "Las Chaskatikas", "Korisimis", quienes grabaron discos y actuaron en televisión en Buenos Aires con mucho éxito.

## Trayectoria y producción musical
Entre su amplia trayectoria destacan:
- Quiero estar en Cochabamba
- Canita al aire (Taquirari)
- No estas en mi (Taquirari)
- La vida y el Mamoré(Taquirari)
- Escúchame (Polka)
- No nací para casado
- Callaron las guitarras
- La Pascana
- Vera Cruz
- Canción para encontrarme
- Pobre lunita
- Como una cintita
- Escobita (cueca)
- Gaviota sin mar (cueca)
- Amancaya y otras.

Estas y muchas otras canciones, cuya letra y música le pertenecen, no fueron solamente interpretadas por ella, sino también por varios conjuntos e intérpretes, entre los cuales cabe mencionar a Gladys Moreno, Nora Zapata y el grupo "Gamma 3".
También fue autora del libro de poemas y composiciones musicales "Vivencias". Murió en Cochabamba el 27 de octubre de 1995 a los 80 años de edad.